# Au Printemps
Au Printemps è il terzo album in studio del cantautore belga Jacques Brel. Conosciuto anche come Jacques Brel 3, fu originariamente pubblicato nel 1958. Fu riedito il 23 settembre 2003, con il titolo di Au Printemps, nel cofanetto in 16 CD Boîte à Bonbons della Barclay (980 816-5).

## Tracce
1. Demain l'on se marie (La chanson des fiancés) – 2:35
2. Au printemps – 2:42
3. Je ne sais pas – 3:08
4. Le colonel – 3:13
5. Dors ma mie – 3:45
6. La lumière jaillira – 2:58
7. Dites si c'etait vrai – 1:34
8. L'homme dans la cité – 2:23
9. Litanies pour un retour – 2:09
10. Voici – 2:43
11. Voir – 2:21
12. L'aventure – 2:39
13. Dites si c'etait vrai (Poème) – 1:30

Durata totale: 33:40

## Formazione
- Jacques Brel – voce, compositore
- André Popp – direttore di orchestra (tracce 1, 4, 7, 10, 13)
- François Rauber – direttore di orchestra (tracce 2–3, 8–9, 11–12)
- Jean-Marie Guérin – mastering
- Henri Guilbaud – fotografia